# مهدي أباد (فسا)
مهدي أباد (بالفارسية: مهدی‌آباد) هي منطقة سكنية تقع في Now Bandegan District في إيران. يقدر عدد سكانها بـ 468 نسمة.